# Discordance Axis
I Discordance Axis furono un gruppo grindcore che univa screaming e growl, tempi di batteria molto veloci ed un creativo lavoro chitarristico.

## Storia del gruppo
La band venne fondata nel 1992. Anziché seguire la normale routine producendo diversi demo, i Discordance Axis registrarono molti split album in edizioni limitate, le cui canzoni vennero in seguito pubblicate in alcune compilation. La maggior parte di questi split era registrata in maniera superficiale, con diversi problemi nella produzione, mentre l'uscita The Inalienable Dreamless era caratterizzata da una produzione eccellente. Il gruppo si sciolse nel 2003, ma la band raggiunse, dopo questo avvenimento, lo stato di cult-band, e sono attualmente considerati fra i migliori gruppi grind.
Peculiarità del gruppo erano l'assenza di un bassista, e l'aver preferito le custodie per DVD a quelle per CD, presumibilmente per ospitare i loro booklet, di inusitata lunghezza (in genere, le note alle canzoni erano più lunghe del testo).

## Ultima lineup
- Jon Chang - voce (Anche in: Gridlink)
- Steve Procopio - chitarra (Anche in: Human Remains[3])
- Rob Marton - chitarra
- Dave Witte - batteria (ex-Burnt By The Sun, Anche in: Hellnation, Human Remains[3], Municipal Waste, Black Army Jacket, Melt Banana)

## Componenti passati
- Rob Proctor  - batteria (Anche in: Assück, Nasty Savage)
- Brann Dailor - batteria (Anche in: Mastodon, ex-Today is the Day, ex-Lethargy)

## Discografia

### Album in studio
- 1995 - Ulterior
- 1998 - Jouhou
- 2001 - The Inalienable Dreamless

### Split
- 1992 - Cosmic Hurse/Discordance Axis
- 1993 - Hellchild/Discordance Axis
- 1994 - Capitalist Casualties/Discordance Axis
- 1994 - Def Master/Discordance Axis
- 1994 - Hellchild /Discordance Axis
- 1995 - Melt Banana/Discordance Axis
- 1995 - Plutocracy/Discordance Axis
- 1995 - Plutocracy/Discordance Axis
- 2001 - Discordance Axis/Corrupted/324

### Singoli
- 1997 - Necropolitan
- 2001 - Merzbow vs The Inalienable Dreamless

### Compilation
- 1998 - Perfect Collection
- 2005 - Our Last Day

### Live
- 2003 - Pikadourei

### Videografia
- 1997 - 7.62mm